# Tatul
Tatul – wieś w Armenii, w prowincji Aragacotn. W 2011 roku liczyła 822 mieszkańców.